# Hành tinh ngoài Hệ Mặt Trời
| Quang phổ Doppler Quá cảnh thiên thể Timing | Astrometry Direct imaging Thấu kính hấp dẫn | Pulsar timing |

Bốn ngoại hành tinh quay quanh ngược chiều kim đồng hồ với ngôi sao chủ của chúng (HR 8977). Lưu ý rằng đây không phải là video quan sát theo thời gian thực mà là video được tạo bằng cách sử dụng 7-10 hình ảnh tĩnh trong hơn một thập kỷ và sử dụng máy tính để nội suy chuyển động.

Số lượng ngoại hành tinh được khám phá ra hàng năm tính đến tháng 3/2010; màu chỉ rõ phương thức phát hiện:
Quang phổ Doppler
Quá cảnh thiên thể
Timing
Astrometry
Direct imaging
Thấu kính hấp dẫn
Pulsar timing

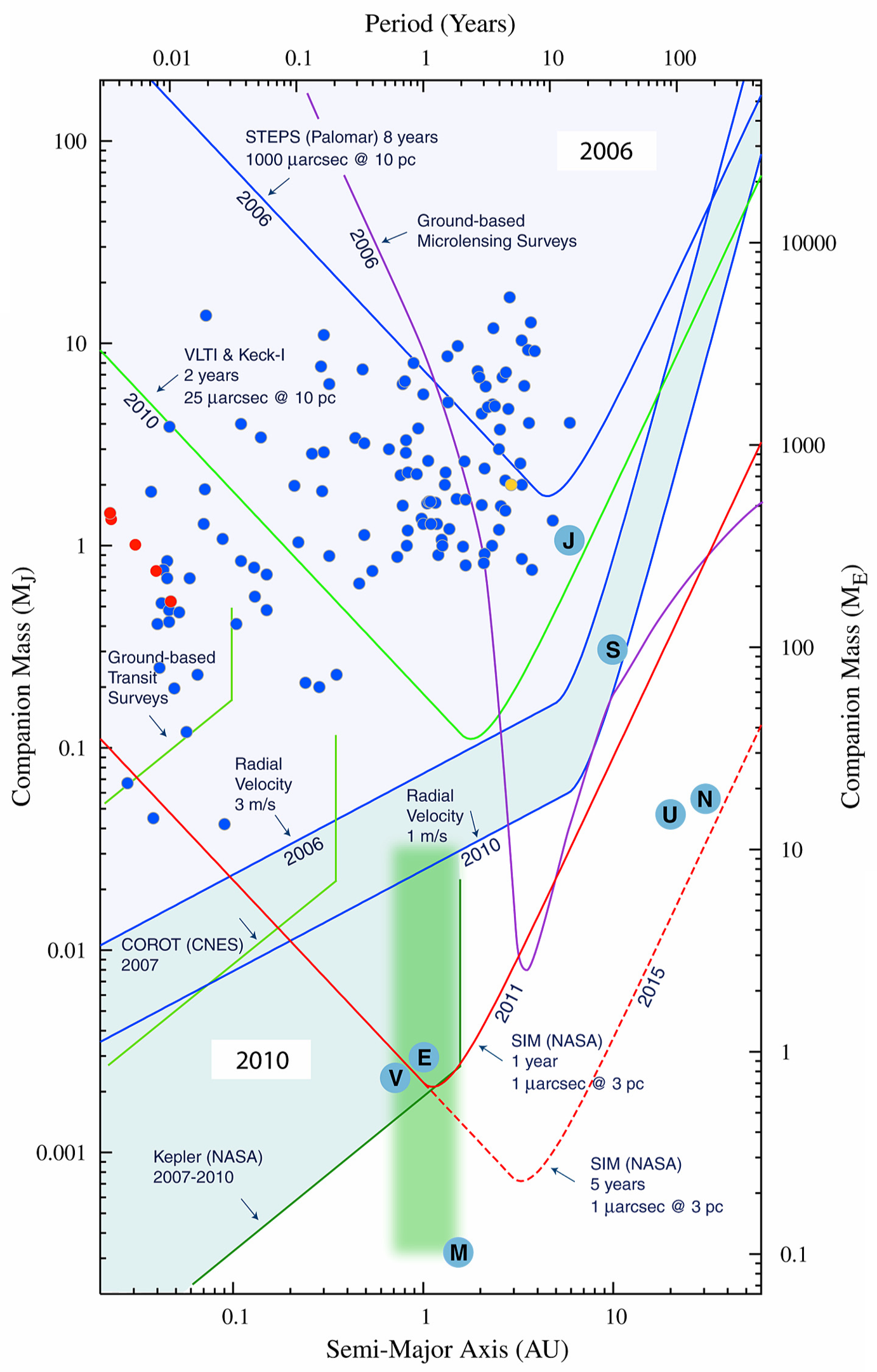
Các hành tinh ngoài Hệ Mặt Trời được khám phá bởi các phương pháp: vận tốc xuyên tâm (các chấm màu xanh), quan sát sự bay ngang qua của hành tinh (đỏ) và khuếch đại hấp dẫn (gravitational microlensing, vàng) đến ngày 31 tháng 8 năm 2004. Hình này cũng bao gồm hạn chế nhận ra của các dụng cụ từ vũ trụ và mặt đất tương lai.

Hành tinh ngoài Hệ Mặt Trời (tiếng Anh: extrasolar planet) hay ngoại hành tinh (exoplanet) là những hành tinh nằm ở ngoài Hệ Mặt Trời.
Các ngoại hành tinh thuộc về một hệ hành tinh nhưng đi theo quỹ đạo của một ngôi sao, hố đen, tàn tích hay một hành tinh khác thay vì đi theo quỹ đạo của Mặt Trời. Ngoài ra, đã có báo cáo chưa được xác nhận về những thiên thể có khối lượng cỡ hành tinh (planetary-mass object hay planemo) mà không đi theo quỹ đạo nào. Vì những thiên thể này không trùng với định nghĩa của "hành tinh" do Hiệp hội Thiên văn Quốc tế chấp nhận, và vì chúng chưa được chứng minh, bài này sẽ không nói về các thiên thể đó. (Xem thêm: Hành tinh lang thang).
Từ vài thế kỷ trước đây, hành tinh ngoài Hệ Mặt Trời chỉ là điều suy đoán. Nhiều nhà thiên văn học đoán là một số hành tinh tồn tại như vậy, nhưng không ai biết có bao nhiêu, và không ai biết nó giống những hành tinh ở trong Hệ Mặt Trời hay không. Vào thập niên 1990, các nhà thiên văn học khám phá ra ngoại hành tinh lần đầu tiên; từ năm 2002, hơn 20 được khám phá ra mỗi năm. Hiện có ước lượng rằng ít nhất 10% ngôi sao giống Mặt Trời có hành tinh, và tỷ lệ đúng có thể cao hơn nhiều. Sự khám phá những ngoại hành tinh này dẫn đến vấn đề sinh vật ngoài Trái Đất có thể sống trên ngoại hành tinh hay không.

## Danh pháp
Quy ước về việc đặt tên các ngoại hành tinh là một phần mở rộng của hệ thống được sử dụng để đặt tên cho những hệ đa sao đã được Hiệp hội Thiên văn Quốc tế (IAU) thông qua. Đối với các ngoại hành tinh quay quanh một ngôi sao, IAU đặt tên chúng bằng cách lấy tên riêng của ngôi sao mẹ mà nó quay quanh, và gắn thêm một chữ cái thường.  Các chữ cái được đưa ra theo thứ tự mỗi hành tinh xung quanh ngôi sao mẹ được phát hiện, do đó hành tinh đầu tiên được phát hiện trong một hệ được ký hiệu là "b" (còn ngôi sao mẹ được coi là "a") và các hành tinh sau đó được đặt các chữ cái tiếp theo. Nếu một số hành tinh trong cùng một hệ được phát hiện cùng một thời gian, hành tinh nằm gần ngôi sao nhất sẽ gắn thêm chữ cái tiếp theo, tiếp theo là gắn chữ vào các hành tinh khác theo thứ tự kích cỡ quỹ đạo. Một tiêu chuẩn tạm thời được IAU chấp nhận để phù hợp với việc đặt tên cho các hành tinh sao đôi. Một số hạn chế về cách đặt tên riêng cho hành tinh đã được IAU chấp nhận.

## Phương pháp tìm kiếm ngoại hành tinh

### Chụp ảnh trực tiếp
Các hành tinh cực kỳ mờ nhạt so với các ngôi sao mẹ của chúng. Thí dụ, một ngôi sao giống Mặt Trời sáng hơn khoảng một tỷ lần so với ánh sáng phản xạ từ bất kỳ ngoại hành tinh nào quay quanh nó. Rất khó để phát hiện ra nguồn sáng mờ nhạt như vậy, hơn nữa ngôi sao mẹ còn gây ra ánh sáng chói có xu hướng làm mờ nó. Người ta cần phải chặn ánh sáng từ ngôi sao mẹ để giảm độ chói trong khi vẫn có thể phát hiện được ánh sáng từ hành tinh. Phương pháp này là một thách thức lớn về mặt kỹ thuật đòi hỏi sự ổn định phổ quang-nhiệt cực cao. Tất cả các ngoại hành tinh được chụp ảnh trực tiếp đều rất lớn (nặng hơn Sao Mộc) và nằm cách xa ngôi sao mẹ của chúng.

### Các phương pháp gián tiếp
- Quá cảnh thiên thể

Nếu một hành tinh đi qua (hoặc quá cảnh) phía trước đĩa của ngôi sao mẹ mà nó quay quanh thì độ sáng quan sát được của ngôi sao sẽ giảm đi một lượng nhỏ. Mức độ mờ đi của ngôi sao phụ thuộc vào kích thước của nó và kích thước của hành tinh, cùng với nhiều yếu tố khác. Vì phương pháp di chuyển đòi hỏi quỹ đạo của hành tinh giao với tầm nhìn giữa ngôi sao chủ và Trái Đất, nên khả năng một ngoại hành tinh trong quỹ đạo được định hướng ngẫu nhiên sẽ được quan sát đã đi qua ngôi sao là hơi nhỏ.
- Vận tốc xuyên tâm

Khi một hành tinh quay quanh một ngôi sao thì ngôi sao đó cũng chuyển động theo quỹ đạo nhỏ của riêng nó xung quanh khối tâm hệ. Những biến đổi trong vận tốc xuyên tâm của ngôi sao — tức là tốc độ nó chuyển động đến gần hoặc ra xa Trái Đất — có thể được phát hiện từ những dịch chuyển trong các vạch quang phổ của ngôi sao do hiệu ứng Doppler. Có thể quan sát thấy những biến đổi vận tốc xuyên tâm cực nhỏ, khoảng 1 m/s hoặc thậm chí ít hơn một chút.
- Sự biến đổi định giờ quá cảnh

Khi có nhiều hành tinh hiện diện, mỗi hành tinh sẽ làm nhiễu loạn quỹ đạo của những hành tinh khác một chút. Do đó, những biến đổi nhỏ về thời gian đi qua của một hành tinh có thể chỉ ra sự hiện diện của một hành tinh khác, bản thân nó có thể hoặc không thể quá cảnh. Thí dụ, các biến thể trong quá trình đi qua của hành tinh Kepler-19b cho thấy sự tồn tại của hành tinh thứ hai trong hệ là Kepler-19c không được quả cảnh.
- Sự biến đổi thời gian quá cảnh

Khi một hành tinh quay quanh nhiều ngôi sao hoặc hành tinh đó có các vệ tinh tự nhiên, thời gian đi qua của nó có thể thay đổi đáng kể trong mỗi lần đi qua. Mặc dù không có hành tinh hoặc vệ tinh tự nhiên  mới nào được phát hiện bằng phương pháp này, nhưng nó được sử dụng để xác nhận thành công nhiều hành tinh sao đôi.
- Vi thấu kính hấp dẫn

Hiện tượng vi thấu kính xảy ra khi trường hấp dẫn của một ngôi sao hoạt động giống như một thấu kính đang phóng đại ánh sáng của một ngôi sao ở xa. Các hành tinh quay quanh ngôi sao thấu kính có thể gây ra sự bất thường có thể phát hiện được về độ phóng đại vì nó thay đổi theo thời gian. Không như hầu hết các phương pháp khác có xu hướng phát hiện đối với các hành tinh có quỹ đạo nhỏ (hoặc lớn trong các bức ảnh phân giải), phương pháp vi thấu kính nhạy nhất để phát hiện các hành tinh nằm cách các ngôi sao giống Mặt Trời khoảng 1–10 AU.
- Trắc lượng học thiên thể

Trắc lượng học thiên thể bao gồm việc đo chính xác vị trí của một ngôi sao trên bầu trời và quan sát những biến đổi ở vị trí đó theo thời gian. Chuyển động của một ngôi sao do ảnh hưởng hấp dẫn của một hành tinh có thể quan sát được. Tuy nhiên, do chuyển động quá nhỏ nên phương pháp này vẫn chưa hiệu quả. Nó chỉ tạo ra một số phát hiện gây tranh cãi, mặc dù nó đã được sử dụng thành công để nghiên cứu các đặc tính của các hành tinh được tìm thấy theo những cách khác.
- Định giờ sao xung

Một sao xung (tàn dư nhỏ, siêu đặc của một ngôi sao đã phát nổ dưới dạng siêu tân tinh) phát ra sóng vô tuyến cực kỳ đều đặn khi nó tự quay. Nếu các hành tinh quay quanh sao xung, chúng sẽ gây ra những bất thường nhỏ về thời gian của các xung vô tuyến quan sát được của nó. Phát hiện đầu tiên được xác nhận về một hành tinh ngoài Hệ Mặt Trời được thực hiện bằng phương pháp này. Nhưng tính đến năm 2011, nó vẫn chưa đạt hiệu quả cao. Có năm hành tinh đã được phát hiện theo cách này, xung quanh ba sao xung khác nhau.
- Định giờ sao biến quang

Giống như sao xung, có một số loại sao khác biểu hiện hoạt động theo chu kỳ. Những sai lệch so với tính chu kỳ đôi khi có thể do một hành tinh quay quanh nó gây ra. Tính đến năm 2013, một số hành tinh đã được phát hiện bằng phương pháp này.
- Sự biến điệu phản xạ/tán xạ

Khi một hành tinh có quỹ đạo rất gần ngôi sao, nó sẽ thu được một lượng ánh sáng đáng kể từ ngôi sao. Khi hành tinh quay quanh ngôi sao, lượng ánh sáng đã thay đổi do các hành tinh có các pha từ điểm nhìn của Trái Đất, hoặc hành tinh phát sáng nhiều hơn từ một phía so với phía bên kia do có sự chênh lệch nhiệt độ.
- Chiếu xạ tương đối

Chiếu xạ tương đối đo thông lượng quan sát được từ ngôi sao do chuyển động của nó. Độ sáng của ngôi sao thay đổi khi hành tinh chuyển động đến gần hoặc ra xa ngôi sao chủ của nó.
- Các biến đổi dạng elip

Các hành tinh khổng lồ ở gần các ngôi sao mẹ của chúng có thể làm biến dạng hình dạng của ngôi sao một chút. Điều này làm cho độ sáng của ngôi sao hơi lệch đi tùy thuộc vào cách nó quay so với Trái Đất.
- Phép đo phân cực

Với phương pháp đo phân cực, ánh sáng phân cực phản xạ khỏi hành tinh được tách ra khỏi ánh sáng không phân cực phát ra từ ngôi sao. Không có hành tinh mới nào được phát hiện bằng phương pháp này mặc dù một số hành tinh được phát hiện bằng phương pháp này.
- Đĩa vòng quanh sao

Các đĩa bụi vũ trụ bao quanh nhiều ngôi sao, được cho là bắt nguồn từ sự va chạm giữa các tiểu hành tinh và sao chổi. Bụi có thể được phát hiện vì nó hấp thụ ánh sáng của sao và phát lại dưới dạng bức xạ hồng ngoại. Các đặc trưng trong đĩa bụi có thể gợi ý về sự hiện diện của các hành tinh, mặc dù phương pháp này không phải là một phương pháp tìm kiếm ngoại hành tinh chính xác.